# 大論争 (天文学)

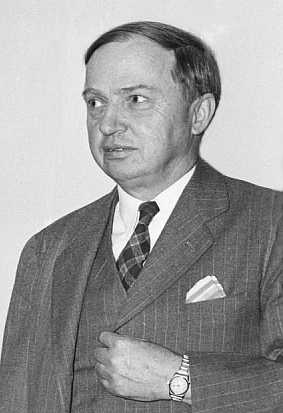
ハーロー・シャプレー

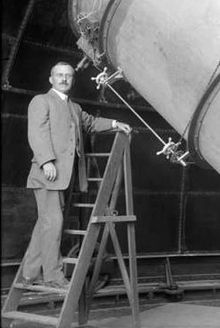
ヒーバー・ダウスト・カーチス

本項では、1920年4月26日に米国科学アカデミーで開かれた討論会について記述する。この討論会はその後大論争(The Great Debate)と呼ばれるようになった。シャプレー・カーチス論争ともよばれる。
討論会では天文学者のハーロー・シャプレーとヒーバー・ダウスト・カーチスが宇宙の大きさについて講演した。シャプレーは、我々のいる銀河系の直径は約30万光年で、当時発見されていた渦巻星雲はこの銀河系の内部に存在すると主張した。これに対してカーチスは、銀河系の直径は約3万光年で、渦巻星雲は我々の銀河系の外に存在すると主張した。

## 背景
我々の住むこの宇宙の大きさを初めて測定し、発表したのは、天文学者ウィリアム・ハーシェルだった。ハーシェルは、星は宇宙空間内に一様に分布し、望遠鏡を使えばすべての星を見ることができるという仮定のもとで夜空の星を観測し、1785年に宇宙の全体図を発表した。ハーシェルの考えた宇宙は円盤型で、直径が約6000光年、厚さが最大で1100光年だった。
19世紀、フーゴ・フォン・ゼーリガーは、星の明るさが一等級暗くなると地球から見える星の数はどのくらい増加するかを調べることで、星の空間密度を求め、宇宙は扁平な形をしていることを定量的に導いた。ヤコブス・カプタインはこのゼーリガーの研究を発展させ、自らが導いた平均視差の公式などから星の空間密度分布を求めた。カプタインの研究内容は1901年に出版され、詳細な解析結果は1922年に発表された。カプタインの考えた宇宙モデルはカプタイン宇宙（カプタインモデル）と呼ばれる。カプタイン宇宙は回転楕円体で、長軸の長さは16キロパーセク（約52,000光年）、太陽は宇宙の中心近くに位置していた。
アメリカのリック天文台に勤めていた天文学者ヒーバー・ダウスト・カーチスも、カプタインと同程度のスケールの宇宙を考えていた。さらにカーチスは、星雲について着目した。当時、星雲についてはアンドロメダ星雲（現在でいうアンドロメダ銀河）などの存在が知られていたが、これらの星雲がいかなるもので、地球からどの程度離れているか、詳しいことは分かっていなかった。カーチスはリック天文台のクロスリー望遠鏡で撮影した星雲の写真を分析し、星雲の形は渦巻型が最も多いと判断した。渦巻型の星雲（現在でいう渦巻銀河）はその形からして、回転していると考えるのが自然に思えたが、観測では回転している様子は全く見られなかった。そのためカーチスは、これらの星雲は非常に大きく、そして回転が観測できないほど遠くにあるのではないかと考えた。カーチスはその後もデータ収集を続け、これらの星雲は我々のいる銀河（天の川銀河）の外側にある別の銀河なのではないかと考えるようになった。このような、宇宙には天の川銀河以外にもいくつもの銀河があるという考え方はカーチス以前にもイマヌエル・カントらによって唱えられており、島宇宙説と呼ばれている。

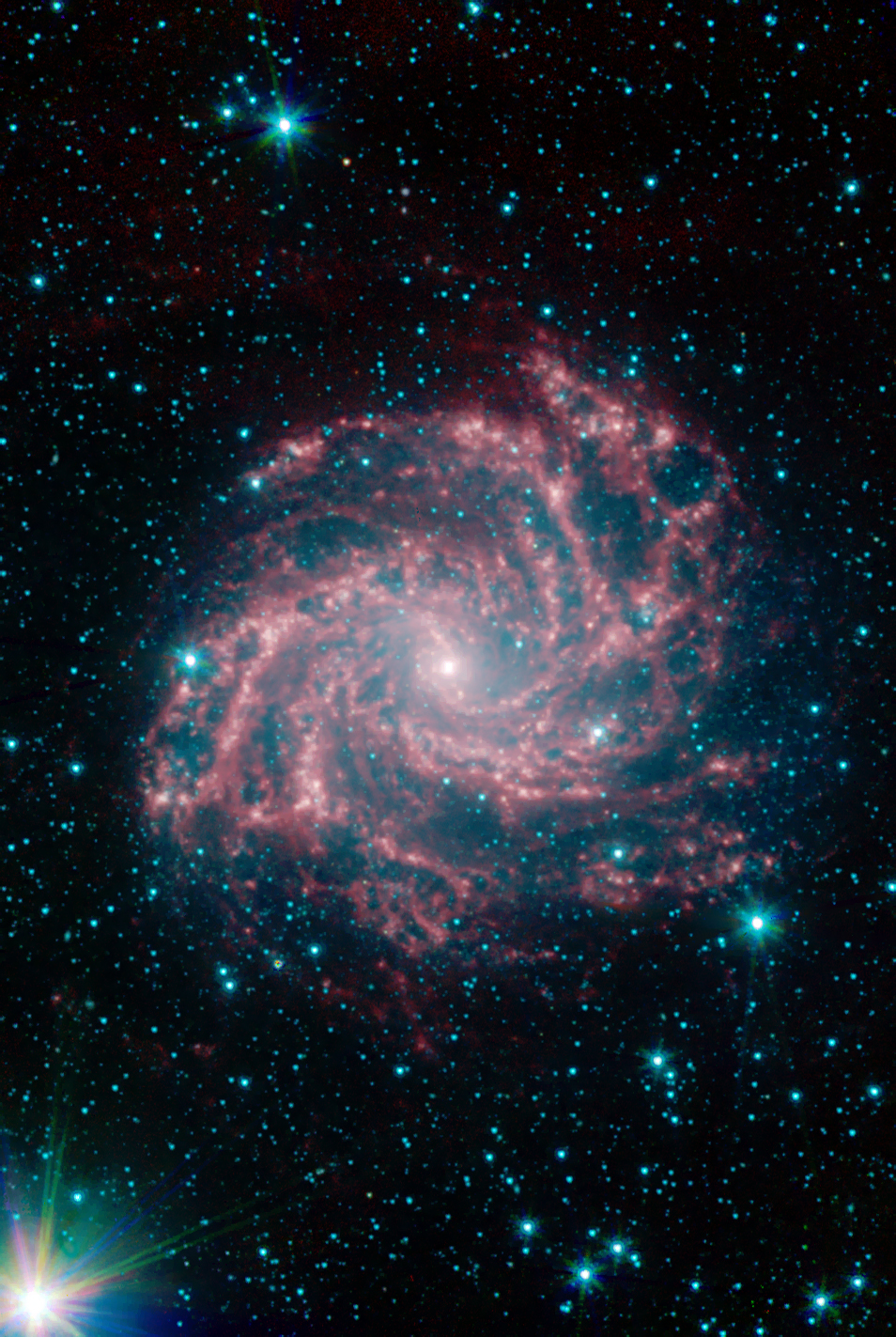
NGC 6946

カーチスが観測とデータ収集を続けているそのさなかの1917年、ウィルソン山天文台のジョージ・ウィリス・リッチーは、NGC 6946で新星を発見した。この新星は、そのころ考えられていた新星爆発時の明るさと比べて非常に暗かった。この発見をきっかけに、カーチスら天文学者たちは、過去に撮影した写真と現在の写真を比較することで、星雲内での新星探しに力を入れ始めた。その結果、渦巻星雲で新星が多数発見された。そしてその多くは明るさが暗く、他の場所で見つかっていた新星よりも平均で十等級暗いことが分かった。このことからカーチスは、星雲内の新星がこれほど暗く見えるということは、星雲がそれだけ地球から離れているからだという結論に達した。

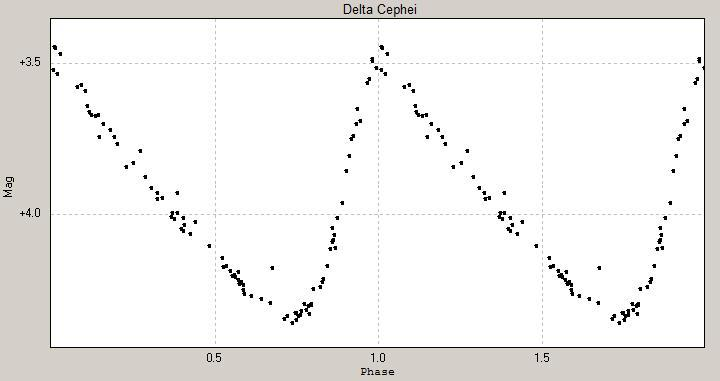
ケフェイド変光星の一例であるケフェウス座δ星の光度曲線。見かけの明るさ（視等級）の周期が長いほど、絶対光度（その星の本当の明るさ）が大きい。

一方そのころ、ウィルソン山天文台のハーロー・シャプレーも宇宙の大きさを知ろうとしており、特に球状星団の研究を進めていた。シャプレーが注目したのは、ヘンリエッタ・スワン・リービットが発見した、ケフェイド変光星の光度と変光周期との関係だった。リービットの観測によれば、ケフェイド変光星は変光周期が長いほど絶対光度は大きい。そのため、この関係を利用すれば変光周期から絶対光度を求められるので、絶対光度と見た目の光度の差から、その変光星までの距離が求められる。シャプレーはこの方法を使って球状星団内にあるケフェイド変光星の距離を測定し、そのいくつかはカプタイン宇宙の外側にあることを導いた。さらにシャプレーは、球状星団の数は場所によってばらつきがあり、いて座の方向に集中していることを確かめた。このことからシャプレーは、銀河系の大きさはカプタインの考える宇宙よりもはるかに大きく、直径は30万光年ほどあり、中心はいて座の方角で、太陽は銀河系の中心から離れたところにあると発表した。そして球状星団は銀河系の中にあり、銀河系の中心のまわりに球対称に存在していると考えた。
シャプレーの考えは銀河系の大きさの点でカプタインやカーチスの考えと異なっていたが、渦巻星雲の距離の点でも、カーチスらの説と異なることになる。というのも、シャプレーは銀河系の大きさを大きく広げたので、仮にカーチスが唱えるように、星雲は我々の銀河系の外側にある別の銀河だとすると、地球から星雲までの距離は途方もなく大きい値となってしまう。このことは当時としては信じがたいことであった。
シャプレーの説を裏付けるかのように、1916年、ウィルソン山天文台のアドリアン・ヴァン・マーネンは、渦巻き型の星雲M101が回転していることを検出したと発表した。回転運動の大きさは年間0.022秒 (角度)で、回転周期は10万年。仮にこの星雲が我々の銀河系の外にある別の銀河だとしたら、この周期で回転するためには、回転速度は光速以上の速さになってしまう。実際の回転速度はヴェスト・スライファーの測定から毎秒およそ200キロメートルと推定され、この数値から距離を計算すると、約2000パーセク（約6520光年）となる。したがって、この渦巻星雲は我々の銀河系の中にあると導かれる。
このように、1920年の時点では、銀河系の大きさと星雲までの距離について、カーチスの説とシャプレーの説の2つが存在していた。

## 討論会の開催

米国科学アカデミー

天文学者ジョージ・ヘールは、亡き父親を讃えるべく、1914年から毎年ヘール講義と呼ばれる講義を主催していた。その講義では科学者の興味を引くような話題を取り上げていた。1920年、ヘールは、米国科学アカデミーの年次総会でこの講義を開こうと考え、アカデミーに提案した。
講義のテーマについて、ヘールは、当時話題となっていた相対性理論と島宇宙説の2つを考えていた。しかしアカデミー会員のチャールズ・アボットは、相対性理論は難しすぎるとして、さらに、「科学が進歩して相対性理論を四次元を越す空間に送り出し、再びそこから戻って私たちを悩ませることのないよう、神に祈ります」などと言って却下した。島宇宙説のほうも、聴く人が興味を示さないのではないかと難色を示した。代わりにアボットは、氷河期の原因についてか、あるいは動物学や生物学に関するテーマにしたらどうかと提案したが、最終的にはヘールの判断により、宇宙の大きさについての討論会を開くことに決まった。
討論会の参加者は、シャプレーとカーチスに決まった。当時シャプレーは35歳で、カーチスは47歳。シャプレーが観測結果から推論と時に直感を頼りに新しい理論を組み立ててゆく性格なのに対し、カーチスは観測結果を重視し、注意深く慎重に論を進めるタイプといわれており、性格面でも対照的な2人だった。
討論の手法については、2人の間に意見の相違があった。カーチスは、公開討論により両者の意見を徹底的に戦わせるべきだと主張したが、シャプレーはその案には乗り気でなかった。シャプレーはその当時、次期ハーバード大学天文台長の座に近い位置にいたので、討論で失敗するわけにはゆかないという事情があったからだと指摘されている。シャプレーはヘールに対し、2人が同じ話題でそれぞれ講演するというスタイルを提案し、認められた。講演時間は、シャプレーが各35分、カーチスが各45分を主張し、結果的には各40分と決まった。また、講演後に総括論議（一般討論）の時間を設けることにした。
討論会の前、シャプレーとカーチスは偶然にもワシントンへと向かう同じ列車に乗り合わせた。しかしこの場では議題について論じるのは控えることに決め、2人は花や古典文学について語り合った。

## 討論会

### 討論前
1920年の米国科学アカデミーは4月26日から3日間にわたって開かれ、シャプレーとカーチスの討論は1日目の最後の時間に設定された。討論の前に表彰式の時間があり、モナコ公国の王子らが表彰を受けた。また、シャプレーの回想によれば、会場にはアルベルト・アインシュタインがおり、同席者に「永遠について新しい理論を思いついたよ」とささやいたとのことであるが、アインシュタインが初めてアメリカを訪れたのは翌年のことなので、これはシャプレーの記憶違いである可能性が高い。
討論は、シャプレー、カーチスの順で組まれた。なお、討論内容についての正式な記録や聴衆の反応についてはほとんど残されていないので、以下の内容は主に講演者が残したメモ等を参考にしている。

### シャプレーの講演
シャプレーの講演は、自身が書いた原稿が残っているので、そこから内容を知ることができる。
まずシャプレーは、天文学の基礎的な説明に多くの時間を費やし、銀河系の構成や、恒星、星雲などについて、望遠鏡で撮ったスライド写真を見せながら解説した。また、「光年」という用語の意味についても説明した。
続けて、球状星団までの距離を求める方法について述べた。ここでシャプレーが説明した方法は、これまで自身が主に研究していたケフェイド変光星を使った方法ではなく、B型青色巨星を使った方法だった。当時B型青色巨星は、太陽系の近くにも、球状星団の中にも見つかっており、太陽系近くの青色巨星は太陽の200倍の明るさがあった。シャプレーは、球状星団内にあるB型青色巨星も実際の明るさはこれと同程度であるという仮説をたてて球状星団までの距離を計算し、ヘルクレス座にある星団までの距離を3万5000光年と見積もった。さらに、この星団の明るさと比較することで他の星団の距離も求めた。そしてその結果をふまえ、銀河の大きさは約30万光年で、暗く見える星団はこの銀河の縁にあり、太陽は銀河の中心から離れた位置に存在すると主張した。この結果は、自身によるケフェイド変光星の調査から得られた結果と同一である。
シャプレーが講演でケフェイド変光星の調査結果でなく、B型青色巨星の研究結果のほうを取り上げた理由は、当時、シャプレーによるケフェイド変光星の研究には批判があったためだと考えられている。元々リービットが発見したケフェイド変光星の光度と変光周期の関係は、小マゼラン雲にある、変光周期が数日の変光星から求めたものであった。これをシャプレーは球状星団にある変光星にあてはめたのであるが、球状星団内にある変光星の周期は数時間で、小マゼラン雲内のものとは異なっていた。そのため、この関係をそのままあてはめてよいのかについては、当のシャプレー自身も気になっていたのである。
シャプレーは講演の中で、仮にケフェイド変光星を使った方法を取りやめたとしても、B型青色巨星を使えば、星団までの距離や天の川銀河の大きさについて同じ値が得られると述べた。
シャプレーは講演の終わり近くに、渦巻星雲について簡単に触れた。そこではヴァン・マーネンの測定結果を紹介し、天の川銀河がシャプレーの考えるような大きさであるならば、渦巻星雲が天の川銀河とは別の銀河であると考えることはできないと主張した。最後にシャプレーは、銀河系の外にある恒星集団について、このような銀河は発見されていないと述べた。

### カーチスの講演
カーチスの講演用の原稿は討論会直後に紛失したため存在していない。しかしスライドが何枚か残っているので、そこから講演内容を推測することができる。
まずカーチスは、銀河の大きさについてシャプレーが主張したことを否定した。カーチスは、ケフェイド変光星を使ったシャプレーの計算は、先述の変光周期の差の問題もあり、また、計算に使った星のデータが少なかったということもあるので、認めなかった。B型青色巨星を使った測定方法についても納得しなかった。カーチスは、青色巨星については分かっていることが少なすぎると述べた。そして代わりに、太陽のような黄白色の恒星を基準として、球状星団内の星までの距離を求めた結果を紹介した。その距離はシャプレーの計算結果よりずっと短く、その結果から考えると天の川銀河の大きさは直径3万光年であると主張した。
講演の後半では渦巻星雲について語った。渦巻星雲が天の川銀河とは別の銀河であるとする根拠をいくつか挙げ、その１つとして、ヴェスト・スライファーが1917年に発表した渦巻星雲の移動速度の研究を取り上げた。スライファーの観測によれば、渦巻星雲は平均で秒速500キロメートル、最も速いものだと秒速1100キロメートルの速さで移動している。これは天の川銀河内にある他の恒星などと比べて極めて速い。そのためこのような速さで動く天体が天の川銀河系の中に存在するとは考えられないと主張した。
カーチスは最後に、渦巻星雲が発見される場所に偏りがあることに触れた。渦巻星雲は円盤状をした天の川銀河の上下方向に集中しており、円盤部分（銀河面）には見つかっておらず、星雲の無い空間は星雲欠如領域と呼ばれていた。カーチスは、この領域で星雲が見つからないのは天の川銀河にある宇宙塵に遮られているからだと述べた。

### 講演後
質疑応答の時間では、シャプレーの師であるヘンリー・ノリス・ラッセルが発言し、シャプレーの説を強く支持した。またこれに対して島宇宙説の擁護者も応酬した。
シャプレーは後に、この討論について、「私は割当てられた主題という観点からすれば論争に勝ったと思う」と述べている。また、「カーチスはなかなかのものだったと思う。理論は間違っていたが、論述がすばらしかった」とも述べた。一方カーチスは、「ワシントンでのディベートは成功した。私はしかるべき評価を受けたはずだ」と家族に報告している。しかしながら討論の2か月後には、シャプレーに向かって、「私の講義は専門的すぎたように思います」と語っている。
ラッセルはこの討論会について、ヘールに宛てた手紙で、「私の教え子は話術をもっと上達させなければならない」と書いている。また、ハーバード大学天文台長の選考にかかわっていたジョージ・アガシーは、シャプレーの講演を評価せず、ハーバード大学長のアボット・ローレンス・ローウェルに、「成熟感や力強さに欠け、その地位にふさわしい人物という印象を受けませんでした」と報告した。
討論の1年後、2人の主張は『アメリカ研究評議会報』に掲載されることになった。当初は討論会での講演内容を2人に10ページずつ書いてもらう予定だったが、カーチスは、10ページに収めるには電報のような書き方をしなければならないとして、もう10ページの増量を求めた。シャプレーは、反論の機会を得るため、事前に2人の論文を交換し合うべきではないかと提案した。シャプレーはこの案を、「私が前に進んで銃弾を一気に浴びせると、あなたは棍棒（あるいはハンマー）をふるう。そうしたら私はあなたの後ろにこっそり回り、角製の柄のナイフでグサッとやる」と表現している。カーチスもこれに同意し、論文の内容については事前に2人の間で意見が交わされ、最終的にそれぞれ24ページの論文となって雑誌に掲載された。

## その後の展開

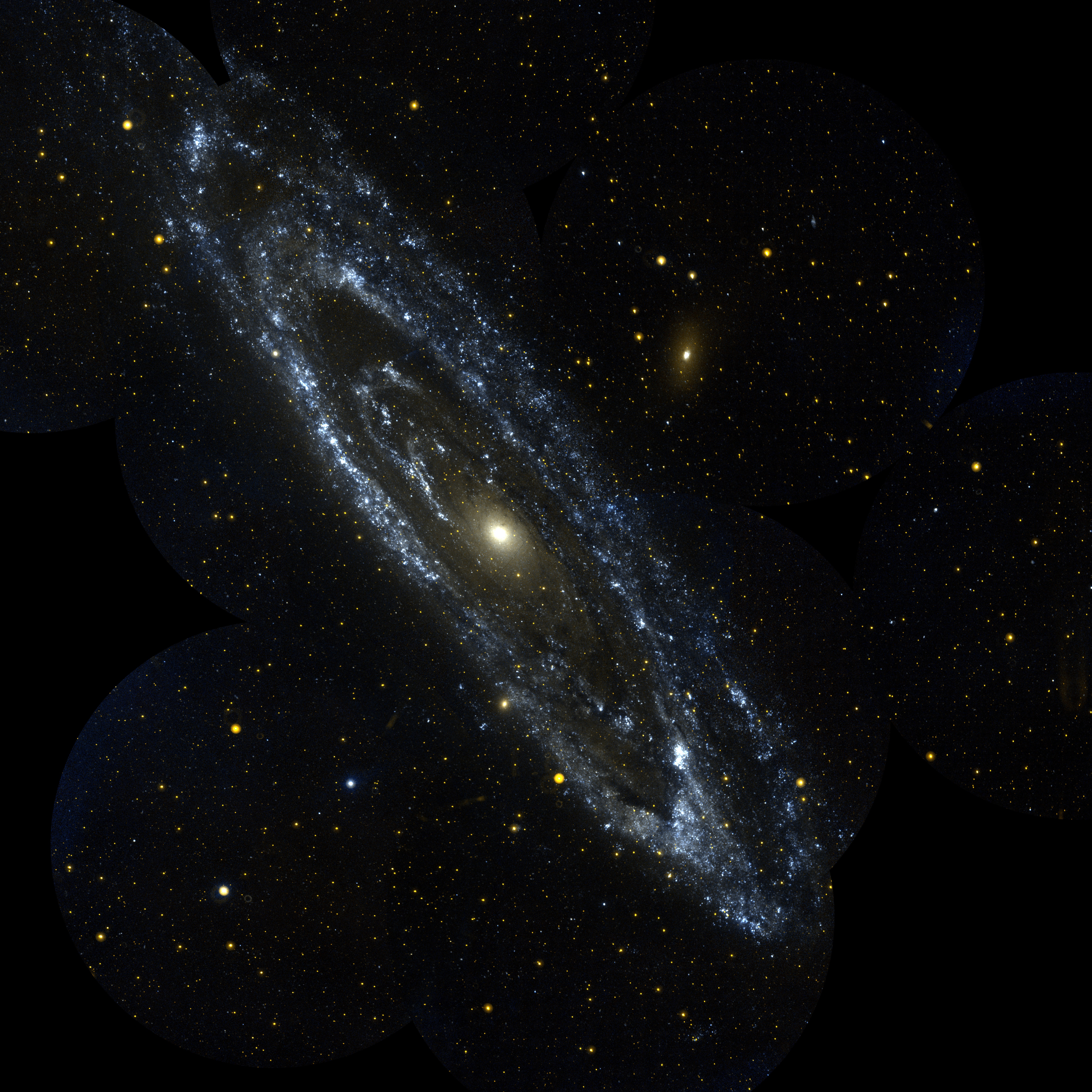
アンドロメダ銀河

1923年、エドウィン・ハッブルは、ウィルソン山天文台の望遠鏡で、渦巻星雲のM31（アンドロメダ星雲）およびM33を観測し、これら渦巻星雲の中に変光星を発見した。ハッブルは変光星までの距離を求めることで、地球から2つの星雲までの距離を約90万光年と導いた。この数値は、シャプレーの考える天の川銀河の大きさである30万光年よりも大きな値であり、したがって、2つの星雲は銀河系の外側にあるということができる。ハッブルの研究結果は1924年12月に初めて発表された。
シャプレーは、ハッブルの研究結果を伝える手紙を読んで、「この手紙が私の宇宙を打ち砕いたよ」と言ったという（ただし、この発言をした正確な日にちは定かでない）。しかし、このハッブルの研究によって銀河系の大きさに関する問題がすべて解決したわけではなかった。ケフェイド変光星を使った距離測定法については天文学者の間で意見が一致していなかったし、ハッブルの研究結果はヴァン・マーネンによる渦巻星雲の回転についての観測結果と矛盾していた。
1935年、ハッブルは、ヴァン・マーネンが測定した渦巻星雲のうち４つを再測定し、固有運動は検出されなかったと発表した。ヴァン・マーネン自身も同年に再測定し、自らが以前に発表したほどの固有運動は検出されなかったことを確認した。その後の解析により、ヴァン・マーネンが見つけた固有運動は、測定の際の個人誤差によるものだと考えられている。また、ケフェイド変光星を用いたハッブルによるアンドロメダ銀河までの距離測定については、後に、同銀河内にあるケフェイド変光星の周期と光度の関係が、ハッブルが計算に使ったものとは別種族のものであったことが分かった。さらに、星の測光標準の改正などもあって、現在はアンドロメダ銀河までの距離は約230万光年とされている。
一方で、銀河系の大きさと構造については、カーチスよりもシャプレーの説の方が正解に近かったことが分かっている。カーチスの主張した3万光年という直径はカプタイン宇宙を大きな根拠としているが、これは望遠鏡で観測した星の距離を測ったうえで、星の空間密度分布から銀河系の大きさを求める方法だった。しかし実際には、銀河系内にある星間物質が光を吸収するため、望遠鏡では太陽系からみて遠くの星が観測しにくくなっていた。そのためカプタインは銀河系の大きさを実際より小さく見積もり、さらに太陽系は銀河系の中心近くにあるという結果を導き出すことになった。現在では、天の川銀河は直径約15万光年で、太陽系は銀河系の中心から2万8000光年離れた位置に存在するとされている。
それに対してシャプレーの考えた30万光年の銀河系は、逆に大きすぎる値だった。これは、シャプレーが遠くの星の明るさから距離を測定する際に、銀河系の宇宙塵が光を吸収する効果を考慮に入れなかったため、これらの星が実際より遠くにあると計算してしまったことによる。しかし、ケフェイド変光星を使って距離を求めるという方法自体は正しく、また、太陽は銀河系の中心から離れた位置にあるという主張も正しいものであった。この点について、シャプレーは、太陽は宇宙の中心ではないことを示したとして、ニコラウス・コペルニクスになぞらえる形で評価されている。
以上のように、2人の主張はどちらも部分的には正しく、部分的には間違っているという結果に終わった。

## 評価
この討論会自体は、2人の話がかみ合わず、はっきりとした結論の出ないままに終わった。そもそも講演の聴き手となる人の認識が2人の間で異なっていた。シャプレーは一般の人々に理解できるような初歩的な話を主に取り上げた。それに対しカーチスはより専門的な話をして、シャプレーにも専門的な話をすることを望んでいた。また、討論のテーマである「宇宙の大きさ」のとらえ方でも両者は異なっていた。シャプレーは宇宙を天の川銀河に限定していたのに対し、カーチスは渦巻星雲を含む、観測可能なすべての範囲で考えていた。
討論会は、当時の一般社会ではさほど話題にならず、学界においても注目を集めなかった。報道でも、新聞に短い記事が載ったにとどまり、米国国内および国外の有名雑誌や、科学雑誌で大きく取り上げられることもなかった。これは、討論の重要性をほとんどの人が認識できていなかったことと、もともと科学雑誌が取り上げるのは研究論文が主であったことなどが理由に挙げられている。
しかし1年後に2人が雑誌に発表した論文、及びその論文の執筆過程において、議論が深まっていった。そして後にこの討論の重要性が認識されるようになり、「大論争」とよばれるようになった。そしてその過程において、あたかも対立する2大陣営が討論会の場で激しく争ったかのようなイメージが付されるようになった。現在では、この討論会の内容は歴史的に見て人類の宇宙観の変遷という点で注目されており、宇宙はいかなるもので、どのくらいの大きさなのかといった、当時はよく分かっていなかった事柄について議論したという点において、哲学的、科学的に重要なものであったとされている。